# Landkreis Breslau

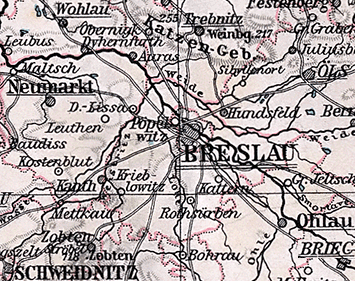
Stadt und Landkreis Breslau in den Grenzen von 1905

Der Landkreis Breslau war ein preußischer Landkreis in Schlesien, der von 1742 bis 1945 bestand. Sein früheres Territorium liegt heute in der Woiwodschaft Niederschlesien in Polen.

## Verwaltungsgeschichte

### Königreich Preußen/Deutscher Bund
Nach der Eroberung des größten Teils von Schlesien durch Preußen im Jahre 1741 wurden durch die königliche Kabinettsorder vom 25. November 1741 in Niederschlesien die preußischen Verwaltungsstrukturen eingeführt. Dazu gehörte die Einrichtung zweier Kriegs- und Domänenkammern in Breslau und Glogau sowie deren Gliederung in Kreise und die Einsetzung von Landräten zum 1. Januar 1742.
Im Fürstentum Breslau, einem der schlesischen Teilfürstentümer, wurden aus den alten schlesischen Weichbildern Breslau, Canth, Neumarkt und Namslau die preußischen Kreise Breslau, Namslau und Neumarkt-Canth gebildet. Als erster Landrat des Kreises Breslau wurde Johann Wenzel von Trach eingesetzt. Der Kreis Breslau unterstand zunächst der Kriegs- und Domänenkammer Breslau und wurde im Zuge der Stein-Hardenbergischen Reformen 1815 dem Regierungsbezirk Breslau der Provinz Schlesien zugeordnet.
Die Kreisfreiheit der Stadt Breslau wurde im Gendarmerie-Edikt von 1812 ausdrücklich bestätigt.
Bei der Kreisreform vom 1. Januar 1818 im Regierungsbezirk Breslau wurden folgende Umgliederungen vorgenommen:
- Die Dörfer Baumgarten, Bohrau, Deutschlauben, Grosburg, Jelline, Jexau, Klein Bresa, Krentsch, Kurtsch, Michelwitz, Neidchen, Ottwitz, Petrikau, Schönfeld, Schweinbraten und Wäldchen wechselten aus dem Kreis Breslau in den Kreis Strehlen.
- Die Dörfer Beckern, Jeltsch, Lange, Neuvorwerk und Rattwitz wechselten aus dem Kreis Breslau in den Kreis Ohlau.
- Die Dörfer Groß und Klein Bischkowitz, Haasenau, Hennigsdorf, Kottwitz, Kunzendorf, Schebitz, Sponsberg und Striese wechselten aus dem Kreis Breslau in den Kreis Trebnitz.
- Die Stadt Auras, der Marktflecken Dyhrnfurth sowie die Dörfer Althof, Cranz, Hauffen, Heinzendorf, Jäckel, Liebenau, Pathendorf, Racke, Reichwald, Riemberg, Schönborn, Seiffersdorf, Sorge, Sürchen, Thannwald, Thiergarten, Vogtswalde und Wahren wechselten aus dem Kreis Breslau in den Kreis Wohlau.

### Deutsches Reich
Seit dem 1. Juli 1867 gehörte der Kreis zum Norddeutschen Bund und ab dem 1. Januar 1871 zum Deutschen Reich. Zum 1. April 1897 fanden die ersten größere Eingemeindungen zu Gunsten Breslaus statt. Die Landgemeinden Kleinburg und Pöpelwitz und der Gutsbezirk Pöpelwitz schieden aus dem Landkreis Breslau aus und traten in den Stadtkreis Breslau ein.
Zum 1. April 1904 verloren durch Eingliederung in den Stadtkreis Breslau die Landgemeinden Dürrgoy, Herdain und Morgenau und die Gutsbezirke Morgenau und Leerbeutel ihre Selbstständigkeit und zum 1. April 1911 die Landgemeinde Gräbschen und der Gutsbezirk Gräbschen. Zum 8. November 1919 wurde die Provinz Schlesien aufgelöst. Aus den Regierungsbezirken Breslau und Liegnitz wurde die neue Provinz Niederschlesien gebildet.

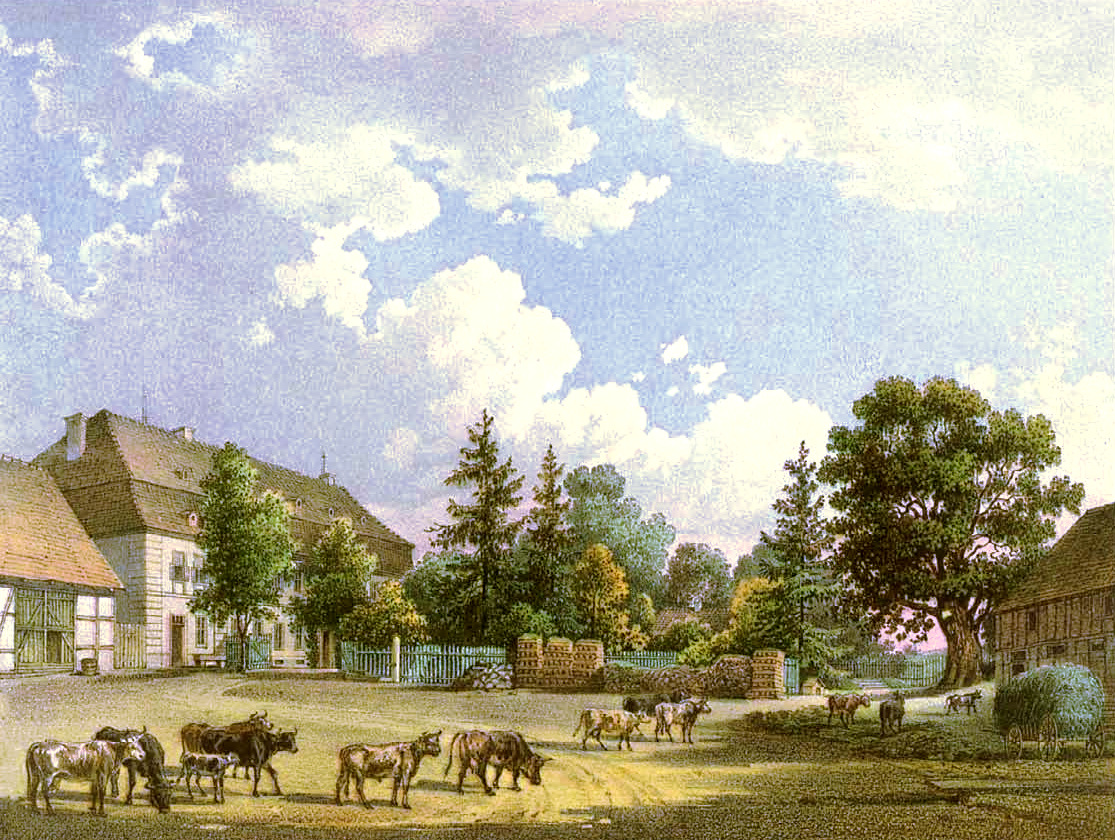
Gut Oswitz um 1860, Sammlung Alexander Duncker

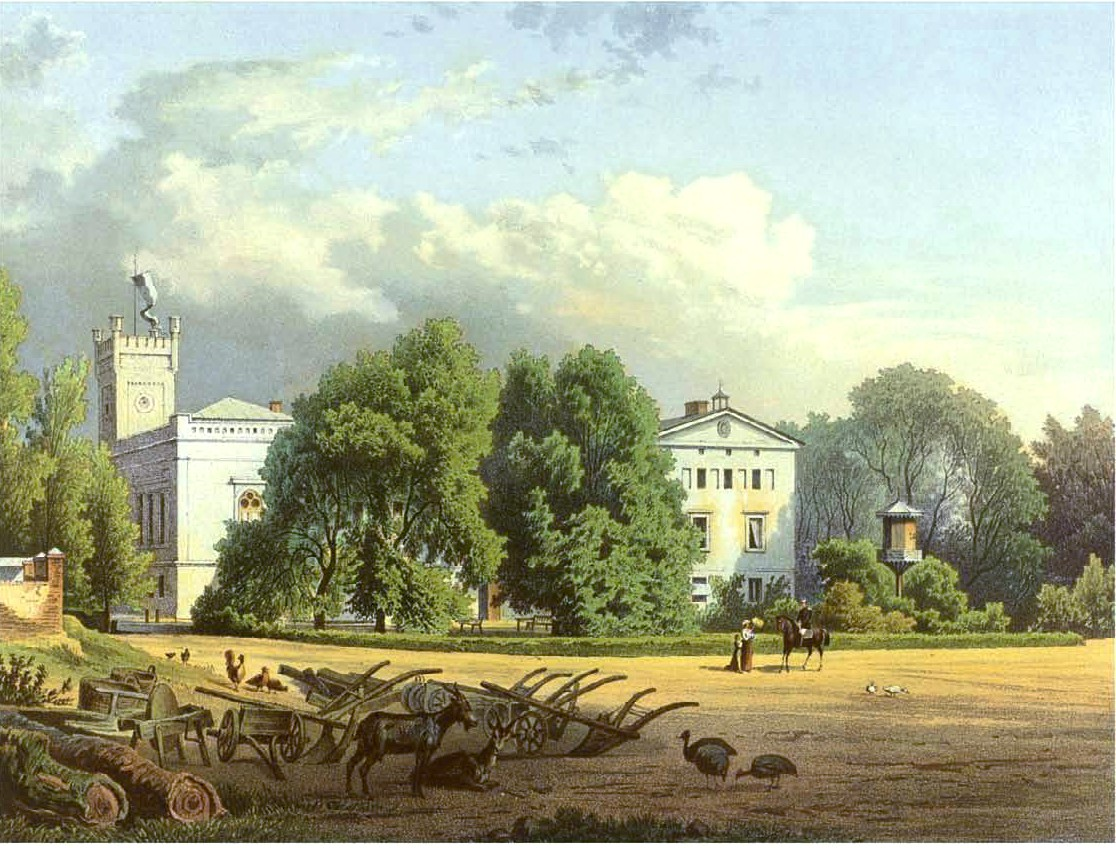
Schloss Gallowitz um 1860, Sammlung Duncker

Die größte Eingemeindungswelle zu Gunsten der Stadt und zu Lasten des Landkreises erfolgte zum 1. April 1928. Dabei verlor der Landkreis Breslau an den Stadtkreis Breslau ganz oder teilweise:
- die Landgemeinden Althofnaß, Drachenbrunn, Goldschmieden, Groß Masselwitz, Groß Tschansch, Grüneiche, Hartlieb, Herrnprotsch, Karlowitz, Kawallen, Klein Gandau, Klein Masselwitz, Klein Mochbern, Klein Tschansch, Kosel, Krietern, Kundschütz, Lilienthal, Maria-Höfchen, Neukirch, Oltaschin, Oswitz, Ottwitz, Pilsnitz, Pohlanowitz, Rosenthal, Schmiedefeld, Schottwitz, Schwoitsch, Stabelwitz und Woischwitz sowie
- die Gutsbezirke Bartheln, Bischofswalde, Friedewalde, Goldschmieden, Groß Masselwitz, Hartlieb, Herrnprotsch, Kawallen, Klein Masselwitz, Kottwitz Forst, Maria-Höfchen, Neukirch, Oswitz, Ottwitz, Pilsnitz, Pirscham, Rosenthal, Schottwitz, Schmiedefeld, Schwoitsch, Stabelwitz, Wilhelmsruh, Zedlitz und Zimpel.

Zum 30. September 1928 wurden im Landkreis Breslau die meisten Gutsbezirke aufgelöst und benachbarten Landgemeinden zugeteilt.
Zum 1. Oktober 1932 erfolgten die folgenden Umgliederungen:
- Die Stadt Kanth sowie die Landgemeinden Beilau, Fürstenau, Jürtsch, Kammenorf b. Kanth, Koslau, Landau, Lorzendorf, Mettkau, Neudorf, Nieder Struse, Ober Struse, Ocklitz, Polsnitz, Rommenau, Sachwitz, Schimmelwitz, Stöschwitz und Zaugwitz wechselten aus dem Kreis Neumarkt in den Landkreis Breslau.
- Die Landgemeinden Bischkowitz, Groß Tinz, Grunau, Jäschwitz, Klein Tinz, Kuhnau, Naselwitz, Poppelwitz, Rankau, Stein, Strachau b. Zobten und Wilschkowitz wechselten aus dem aufgelösten Kreis Nimptsch in den Landkreis Breslau.
- Die Stadt Zobten sowie die Landgemeinden Altenburg, Bankwitz, Groß Mohnau, Groß Silsterwitz, Kapsdorf, Klein Silsterwitz, Kristelwitz, Marxdorf, Michelsdorf, Mörschelwitz-Rosenthal, Protschkenhain, Queitsch, Rogau-Rosenau, Striegelmühle, Ströbel und Wernersdorf wechselten aus dem Landkreis Schweidnitz in den Landkreis Breslau.

Am 1. April 1938 wurden die preußischen Provinzen Niederschlesien und Oberschlesien zur neuen Provinz Schlesien zusammengeschlossen.
Zum 18. Januar 1941 wurde die Provinz Schlesien wieder aufgelöst. Aus den Regierungsbezirken Breslau und Liegnitz wurde die neue Provinz Niederschlesien gebildet.
Im Frühjahr 1945 wurde das Kreisgebiet durch die Rote Armee besetzt. Im Sommer 1945 wurde das Kreisgebiet von der sowjetischen Besatzungsmacht  gemäß dem Potsdamer Abkommen unter polnische Verwaltung gestellt. Im Kreisgebiet begann darauf der Zuzug polnischer Zivilisten, die zum Teil aus den an die Sowjetunion gefallenen Gebieten östlich der Curzon-Linie kamen. In der Folgezeit wurde die deutsche Bevölkerung größtenteils aus dem Kreisgebiet vertrieben.

## Einwohnerentwicklung
| Jahr | Einwohner | Quelle |
| ---- | --------- | ------ |
| 1819 | 41.112    | [ 12 ] |
| 1871 | 68.927    | [ 13 ] |
| 1885 | 80.653    | [ 14 ] |
| 1900 | 88.125    | [ 15 ] |
| 1910 | 95.237    | [ 15 ] |
| 1925 | 102.625   | [ 16 ] |
| 1939 | 102.622   | [ 16 ] |

## Landräte
| - 1742–174400Johann Wenzel von Trach - 17450000000Sylvius Ferdinand von Siegroth - 1746–174800von Looß - 1748–175200George Sigismund von Canitz und Dallwitz - 1752–175600Max Ferdinand von Raczensky - 1756–176500Johann Friedrich von Burgsdorff - 1765–178200Gustav Adolph Helmrich von Elgott - 1782–179000Friedrich August von Riedel und Löwenstern - 1790–179700Johann Wenzel von Haugwitz - 1798–000000Johann George Ferdinand von Oheimb - 0000–181900Karl Theodor von Nimptsch - 1819–185300August von Königsdorff - 1853–186100August von Ende (1815–1889) - 1861–186900Konrad von Roeder (1833–1900) | - 1869–187900Leopold von Harrach - 1880–189600Georg von Heydebrand und der Lasa (1853–1901) - 1897–190200Kurt von Lieres und Wilkau - 1902–191900Ernst Wichelhaus (1865–1943) - 1919–191900Hohberg (vertretungsweise) - 1919–192300Alfred Herrmann - 1923–193200Adolf Bachmann - 1933–193400Georg Horstmann (1894–1940) - 1934–193500Georg von Schellwitz (1897–1974) - 1935–193600Gallasch - 1936–193900Georg Bald - 19400000000Alfred Janetzki (1880–1977) - 1940–194100Heinrich Braasch (1902–1941) - 1942–194500Günter Riesen |

## Kommunalverfassung
Der Landkreis Breslau gliederte sich zunächst nach der Abgabe der Stadt Auras im Jahre 1818 an den Kreis Wohlau nur in Landgemeinden und Gutsbezirke. Mit Einführung des preußischen Gemeindeverfassungsgesetzes vom 15. Dezember 1933 sowie der Deutschen Gemeindeordnung vom 30. Januar 1935 wurde zum 1. April 1935 das Führerprinzip auf Gemeindeebene durchgesetzt. 1932 traten die Städte Kanth und Zobten in den Landkreis ein und die Gemeinde Brockau wurde am 1. Juni 1939 zur Stadt erhoben. Eine neue Kreisverfassung wurde nicht mehr geschaffen; es galt weiterhin die Kreisordnung für die Provinzen Ost- und Westpreußen, Brandenburg, Pommern, Schlesien und Sachsen vom 19. März 1881.

## Gemeinden
Der Landkreis Breslau umfasste 1936 drei Städte und 183 Landgemeinden:
| - Albrechtsdorf - Alt Gandau - Alt Schliesa - Altenburg - Althofdürr - Althofnaß - Arnoldsmühle - Baara - Bankwitz - Barottwitz - Beilau - Benkwitz - Bettlern - Bischkowitz - Bischwitz am Berge - Bismarcksfeld - Blankenau - Bogenau - Bogschütz - Boguslawitz - Brockau, Stadt - Buchwitz - Damsdorf - Domslau - Drachenbrunn - Duckwitz - Dürrjentsch - Eckersdorf - Fürstenau - Gallowitz - Gnichwitz - Groß Bresa - Groß Grunau - Groß Mochbern - Groß Mohnau - Groß Nädlitz - Groß Sägewitz - Groß Schottgau - Groß Silsterwitz - Groß Sürding - Groß Tinz an der Lohe - Grunau b. Zobten - Grünhübel - Guckelwitz - Guhrwitz - Haidänichen - Hermannsdorf | - Irrschnocke - Jackschönau - Janowitz - Jäschkowitz - Jäschwitz - Jerasselwitz - Jürtsch - Kammelwitz - Kammendorf b. Kanth - Kanth, Stadt - Kapsdorf - Karowahne - Kattern - Kentschkau - Klarenkranst - Klein Nädlitz - Klein Rasselwitz - Klein Sägewitz - Klein Silsterwitz - Klein Sürding - Klein Tinz - Klettendorf - Kniegnitz - Koberwitz - Koslau - Kottwitz - Kreika - Krichen - Krieblowitz - Kriptau - Kristelwitz - Krolkwitz - Kuhnau - Kundschütz - Lamsfeld - Landau - Lanisch - Leipe-Petersdorf - Liebethal - Lohe - Lorankwitz - Lorzendorf - Magnitz - Malkwitz - Malsen - Mandelau - Margareth | - Marienkranst - Marxdorf - Meleschwitz - Mellowitz - Merzdorf - Mettkau - Michelsdorf - Mörschelwitz-Rosenthal - Münchwitz - Naselwitz - Neu Schliesa - Neudorf b. Breslau - Neudorf b. Kanth - Neuen - Nieder Struse - Niederhof - Ober Struse - Oberhof - Ocklitz - Oderwitz - Oldern - Oltaschin - Opperau - Paschwitz - Pasterwitz - Peltschütz - Peterwitz - Pollogwitz - Polsnitz - Poppelwitz - Prisselwitz - Probotschine - Protschkenhain - Protsch-Weide - Puschkowa - Queitsch - Radwanitz - Rankau - Ransern - Reppline - Rogau-Rosenau - Romberg - Rommenau - Rothsürben - Sacherwitz - Sachwitz - Sadewitz | - Sambowitz - Schalkau - Schauerwitz - Schiedlawitz - Schimmelwitz - Schlanz - Schmartsch - Schmolz - Schönbankwitz - Schönborn - Schosnitz - Schottwitz - Seschwitz - Sillmenau - Stein - Steine - Stöschwitz - Strachau - Strachwitz - Striegelmühle - Ströbel - Thauer - Tinz - Treschen - Tschauchelwitz - Tschechnitz - Tschirne - Wangern - Wasserjentsch - Weidenhof - Weigwitz - Wernersdorf - Wessig - Wilkowitz - Wilschkowitz - Wiltschau - Wirrwitz - Woigwitz - Woischwitz - Wüstendorf - Zaugwitz - Zaumgarten - Zindel - Zobten, Stadt - Zweibrodt |

 Eingemeindungen bis 1938
| - Dürrgoy, am 1. April 1904 zu Breslau - Geistlich Kattern, am 17. Oktober 1928 zu Kattern - Goldschmieden, am 1. April 1928 zu Breslau - Gräbschen, am 1. April 1911 zu Breslau - Groß Masselwitz, am 1. April 1928 zu Breslau - Groß Oldern, am 30. September 1928 zu Oldern - Groß Tschansch, am 1. April 1928 zu Breslau - Grüneiche, am 1. April 1928 zu Breslau - Hartlieb, am 1. April 1928 zu Breslau - Herdain, am 1. April 1904 zu Breslau - Herrnprotsch, am 1. April 1928 zu Breslau - Karlowitz, am 1. April 1928 zu Breslau - Kawallen-Friedewalde, am 1. April 1928 zu Breslau - Klein Gandau, am 1. April 1928 zu Breslau - Klein Masselwitz, am 1. April 1928 zu Breslau - Klein Mochbern, am 1. April 1928 zu Breslau - Klein Oldern, am 30. September 1928 zu Oldern - Klein Sägewitz, am 1. April 1938 zu Wasserborn - Klein Silsterwitz, am 1. April 1938 zu Senkenberg - Klein Tinz, am 1. April 1938 zu Groß Tinz an der Lohe - Klein Tschansch, am 1. April 1928 zu Breslau - Kleinburg, am 1. April 1897 zu Breslau - Kosel, am 1. April 1928 zu Breslau - Krawallen, am 1. April 1928 zu Breslau | - Krietern, am 1. April 1928 zu Breslau - Kundschütz, am 1. April 1938 zu Senkenberg - Lilienthal, am 1. April 1928 zu Breslau - Maria-Höfchen, am 1. April 1928 zu Breslau - Merzdorf, am 1. April 1938 zu Liebethal - Morgenau, am 1. April 1904 zu Breslau - Neukirch, am 1. April 1928 zu Breslau - Oswitz, am 1. April 1928 zu Breslau - Ottwitz, am 1. April 1928 zu Breslau - Pilsnitz, am 1. April 1928 zu Breslau - Pleischwitz, am 17. Oktober 1928 zu Treschen - Pohlanowitz, am 1. April 1928 zu Breslau - Pöpelwitz, am 1. April 1897 zu Breslau - Reibnitz, am 17. Oktober 1928 zu Peterwitz - Rosenthal, am 1. April 1928 zu Breslau - Schillermühle, am 17. Oktober 1928 zu Arnoldsmühle - Schmiedefeld, am 1. April 1928 zu Breslau - Schwoitsch, am 1. April 1928 zu Breslau - Siebischau, am 17. Oktober 1928 zu Oberhof - Stabelwitz, am 1. April 1928 zu Breslau - Janowitz, am 1. April 1938 zu Lengefeld - Weltlich Kattern, am 17. Oktober 1928 zu Kattern - Zweihof, am 1. Dezember 1900 zu Barottwitz |

## Ortsnamen
Im Jahre 1937 wurden im Landkreis Breslau zahlreiche Ortsnamen eingedeutscht. Das waren meist lautliche Angleichungen, Übersetzungen oder freie Erfindungen:
| - Alt Schliesa → Alt Schlesing - Bankwitz → Burghübel - Barottwitz → Schmücken - Benkwitz → Lindenruh - Bischkowitz → Loheichen - Bischwitz am Berge → Linden am Berge - Bogschütz → Lohbusch - Boguslawitz → Schwarzaue - Buchwitz → Buchen - Duckwitz → Gutendorf - Dürrjentsch → Riembergshof - Gallowitz → Gallen - Gnichwitz → Altenrode - Groß Bresa → Erlebusch - Groß Mochbern → Lohbrück - Groß Nädlitz → Nädlingen - Groß Sägewitz → Segen - Groß Silsterwitz → Senkenberg - Guckelwitz → Berghuben - Guhrwitz → Burgweiler - Irrschnocke → Königsruh - Jackschönau → Schwertern - Janowitz → Waldschleuse - Jäschkowitz → Lengefeld - Jäschwitz → Hannsfeld - Jerasselwitz → Gerlanden - Jürtsch → Jürgen - Kammelwitz → Kammfeld - Karowahne → Karben - Kentschkau → Keltingen - Klarenkranst → Klarenwald - Klein Nädlitz → Nädlau - Klein Rasselwitz → Grenzhorst - Klein Sägewitz → Kampfwasser | - Klein Silsterwitz → Silingtal - Kniegwitz → Elfhofen - Koberwitz → Rößlingen - Koslau → Kiesgrund - Kottwitz → Jungfernsee - Kreika → Rohrquell - Krieblowitz → Blüchersruh - Kristelwitz → Weidengrund - Krolkwitz → Weidmannsau - Kundschütz → Zehnhufen - Lorankwitz → Rolandsmühle - Magnitz → Magning - Malkwitz → Waldtal - Marienkranst → Marienwald - Meleschwitz → Fünfteichen - Mellowitz → Teichlinden - Mörschelwitz-Rosenthal → Rosenborn - Münchwitz → Münchau - Naselwitz → Steinberge - Neu Schliesa → Neu Schlesing - Ocklitz → Eichwall - Oderwitz → Schildern - Oltaschin → Herzogshufen - Paschwitz → Fuchshübel - Pasterwitz → Pastern - Peltschütz → Buschfelde - Peterwitz → Petersweiler - Pollogwitz → Dreiteichen - Polsnitz → Brückenfelde - Poppelwitz → Dreihöfen - Prisselwitz → Prisselbach - Probotschine → Probstaue - Protschkenhain → Dreisteine | - Protsch-Weide → Weide - Puschkowa → Hubertushof - Queitsch → Leukirch - Radwanitz → Wasserborn - Rothsürben → Rothbach - Sacherwitz → Sachern - Sachwitz → Martinsgrund - Sadewitz → Schill - Sambowitz → Seydlitzaue - Schauerwitz → Freienfeld - Schiedlawitz → Siedlingen - Schimmelwitz → Zweibach - Schmartsch → Dörfel - Schönbankwitz → Schönlehn - Schosnitz → Reichbergen - Schottwitz → Burgweide - Seschwitz → Trostdorf - Stöschwitz → Eichdamm - Strachau → Silingau - Strachwitz → Schöngarten - Tschauchelwitz → Rübenau - Tschechnitz → Kraftborn - Tschirne → Großbrück - Wasserjentsch → Schönwasser - Weigwitz → Roßweiler - Wessig → Bergmühle - Wilkowitz → Weizengrund - Wilschkowitz → Wolfskirch - Wiltschau → Herdhausen - Wirrwitz → Konradserbe - Woigwitz → Albrechtsau - Woischwitz → Hoinstein - Zaugwitz → Trutzflut |